# Hans Knappertsbusch
Hans Knappertsbusch (Elberfeld, 12 de março de 1888 – Munique, 25 de outubro de 1965) foi um maestro alemão, mais conhecido pelas suas performances de obras de Richard Wagner, Anton Bruckner e Richard Strauss.

## Biografia
Knappertsbusch nasceu em Elberfeld, atual Wuppertal. Estudou filosofia na Universidade Bonn e condução no Conservatório de Cologna com Fritz Steinbach. Por poucos verões, ele ajudou Siegfried Wagner e Hans Richard em Bayreuth. Ele começou sua carreira  como maestro em Elberfeld (1913 - 1918), Leipzig (1918 - 1919) e Dessau (1919 - 1922). Quando Bruno Walter se mudou de Monique para Nova Iorque, Knappertsbusch se tornou o diretor musical da Orquestra do Estado Bávaro.
Foi também um dos maestros favoritos da Filarmônica de Viena.